# Jean Beauverie
Pour les articles homonymes, voir Beauverie.
Jules Beauverie, dit Jean Beauverie, né le 18 février 1874 à Fontaines-sur-Saône et mort le 22 février 1938 à Lyon, est un botaniste et mycologue français,. Il est enterré à Beynost sous le nom de Jean Beauverie.

## Carrière
Il fut successivement préparateur de botanique (1894) puis chargé de cours (sans être reconnu professeur) à la faculté des sciences de Lyon (1905 - 1912), à la faculté des sciences de Nancy, à celle de Clermont-Ferrand. À partir de 1923, il est professeur à la faculté des sciences de Lyon.
L'œuvre de sa vie a été la venue à Lyon de l'herbier Bonaparte, actuellement hébergé dans un bâtiment dédié à la Faculté des Sciences de Lyon, à La Doua.
Chevalier de la Légion d'honneur en 1923, l a été élu à l'Académie des sciences, belles-lettres et arts de Lyon le 4 juin 1929.

## Autres activités
Il fut président de la Société botanique de Lyon puis de la Société linnéenne de Lyon et il est, en 1930, l'un des membres fondateurs de la Station internationale de géobotanique méditerranéenne et alpine de Montpellier.

## Œuvres
Jean Beauverie est auteur ou contributeur notoire des ouvrages suivants :
- Étude sur le champignon des maisons, 1903.
- Le bois, Paris, éd. Gauthier-Villars, 1905 (sur LillOnum fascicule 1 sur [] et fascicule 2 sur []).
- Les bois industriels, 1910.
- Les textiles végétaux, 1913, avec M. H. Lecomte.
- Annales de Géographie, vol. 36, t. 201, 1927 (lire en ligne).
- L'ancienneté et la philogénie des plantes à fleurs, 1930.
- Les gymnospermes, vivantes et fossiles, 1933.
- Formes, vie et pensée, Groupe lyonnais d'études médicales, philosophiques et biologiques, 1934.